# 칸자키 아카리
칸자키 아카리(神崎 あかり)는 《파이팅! 대운동회》의 주인공이다. 한국명은 금빛나(SBS), 앤지 디아나(투니버스).

## 성우
나츠키 리오 / 차명화(SBS) / 양정화(OVA)

## 프로필
4983년 3월 23일 출생. 일본의 홋카이도 출신으로 친 어머니는 전설의 코스모 뷰티인 미도 토모에. 남극 훈련 학교에서 꼴지로 입학하고 1화에서 6화까지 번번히 꼴찌를 하고 찌질댔지만, 제시에게 겪은 패배와 이치노의 지원으로 용기를 내서 무섭게 성장해간다. 타냐보다 더 많은 그릇을 먹어치우는 식탐 속성을 보유하고 있다. 남극 훈력 학교 200위권에서 맴돌던 순위를 9위까지 끌어올리는 실력을 보여줬으나 이치노가 자퇴하자 큰 충격을 받는다. 그 충격으로 3주 동안 연습을 하지 않고 의욕을 잃은 모습으로 최종시험에 나와 골 앞에서 포기하려는 순간 이치노의 응원을 받고 또 다시 의욕을 되찾아 1위로 들어오는 제시를 제치고 1위로 들어와 대학위성에 진학. 대학위성에서는 크리스, 안나와 같은 팀이 돼서 본선에 진출한다. 준결승에는 크리스와의 우정의 힘으로 라리를 쓰러뜨리고 결승전에는 크리스와 대결하여 우승해서 코스모 뷰티 칭호까지 얻는다. 대운동회가 끝난 뒤 꽃다발을 들고 토모에의 무덤으로 갔다. 네리리 성인과 함께하는 초운동회편에서 혼자만 졌다고 다시 찌질댔지만 마지막 종목에서 토모에에게 승리하고 지구를 구한다. OVA에서는 찌질하지 않고 항상 적극적인 모습으로 입학식 때는 코스모 뷰티가 되겠다고 선언한다. 4화 칠석제 세번째 시합에서 남자 학교 학생이 된 안나와 붙지만 크리스의 응원으로 역전승한다. 결승전에서 자신의 머리를 잘라버리고 라리를 추월하고 자신의 어머니의 기록도 추월하여 승리.